# Moreno Moser
Moreno Moser (Trento, 25 dicembre 1990) è un ex ciclista su strada italiano, che aveva caratteristiche di passista-scalatore. Professionista dal 2012 al 2019.

## Biografia
È figlio di Diego Moser, nipote di Francesco, Aldo ed Enzo, fratello di Leonardo e cugino di Ignazio, tutti con un passato nel ciclismo professionistico.

## Carriera

### Gli esordi
Moreno Moser discende da una grande famiglia di ciclisti: suo zio Aldo corse da professionista per quasi 20 anni (dal 1954 al 1973), anche suo padre Diego fu un ciclista professionista, come pure l'altro zio Enzo ed il più celebre zio Francesco. Ciclisti pure i suoi due fratelli, Matteo e Leonardo, con quest'ultimo che militò nel 2005 e nel 2006 per l'Acqua & Sapone e dal 2007 al 2009 per la Serramenti Diquigiovanni-Androni.
Dal 2007 al 2008 gareggia nella categoria Juniores, con l'Unione Sportiva Montecorona, ottenendo 18 successi, 6 nel 2007 e 12 nel 2008 (in importanti gare quali il Tour du Pays de Vaud ed il Giro della Lunigiana). Dal 2009 al 2011 corre invece per la Lucchini-Maniva Ski, nella categoria Dilettanti Elite/Under-23. In questa categoria ottiene 10 successi, tra cui il Giro del Medio Brenta 2011 e due tappe al Girobio 2011, concluso al quinto posto. In particolare dimostra un gran potenziale nell'ottava tappa, vinta dopo un lungo assolo sulle salite dolomitiche che lo porta a tagliare il traguardo con 2 minuti sui diretti rivali per la generale.
Tali vittorie gli permettono l'ingresso nel professionismo a partire dal 2012. Si interessano infatti al giovane talento due formazioni ProTour, il Team Sky e la Liquigas-Cannondale: Moser decide di firmare un biennale con la Liquigas, valido fino al 2013.

### 2012-2014: Liquigas/Cannondale
Il 18 febbraio 2012, a soli 21 anni e 55 giorni, vince la sua prima corsa da professionista, il Trofeo Laigueglia, cui segue in maggio il successo per distacco al Gran Premio di Francoforte. Il 2 giugno è secondo al Trofeo Melinda dietro al colombiano Carlos Alberto Betancur. Partecipa poi al Tour de Suisse e sale sul gradino più basso del podio nella prima tappa, dimostrando qualità anche a cronometro. Sempre in giugno conclude terzo la prova in linea dei campionati italiani vinta da Franco Pellizotti, ed è quinto nella gara a cronometro.

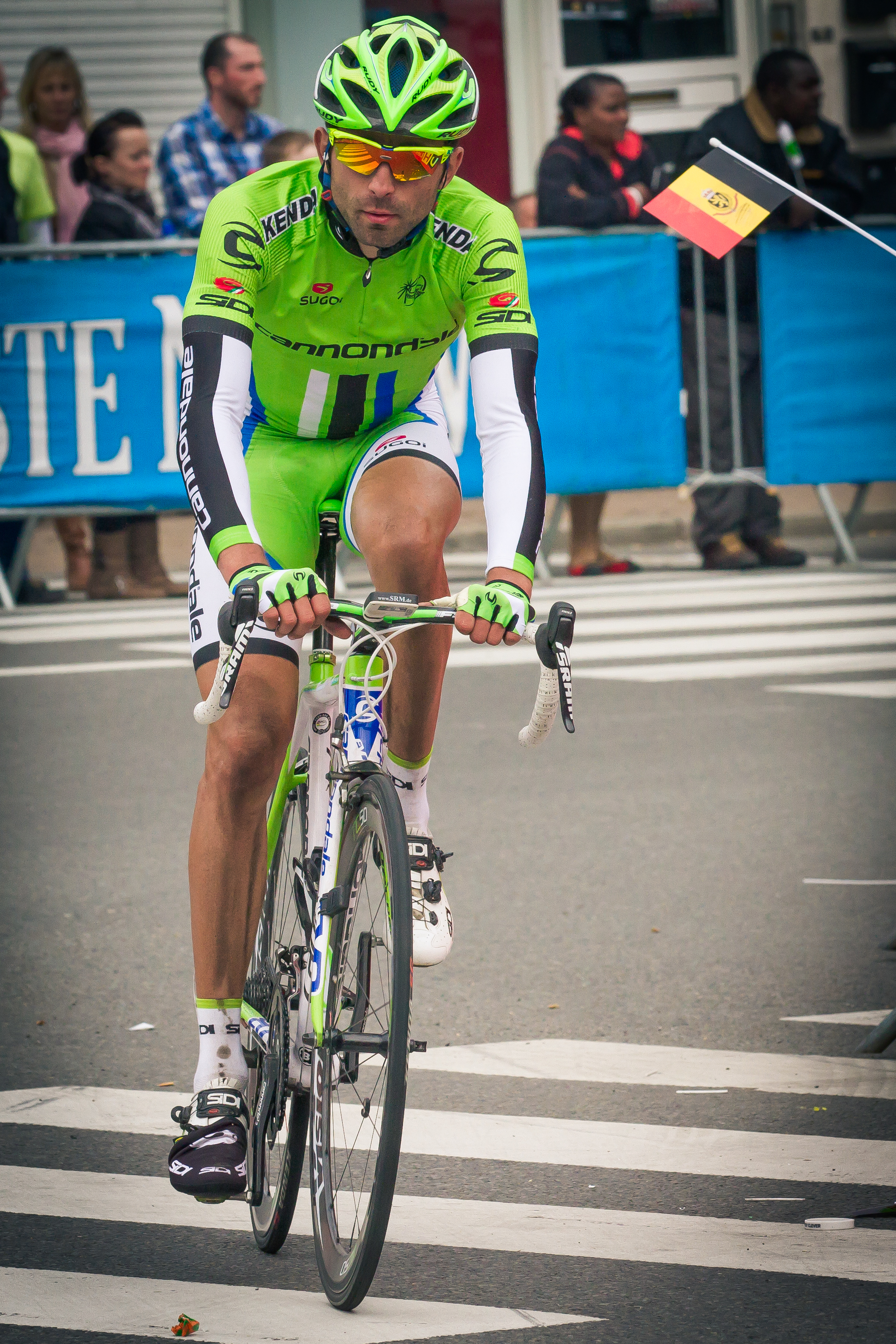
Moser in maglia Cannondale nel 2013

Nel luglio dello stesso anno vince due frazioni e la classifica generale del Giro di Polonia, cogliendo il suo primo successo in una corsa a tappe World Tour. Il 10 settembre giunge quindi secondo al Grand Prix Cycliste de Montréal, superato di stretta misura dal norvegese Lars Petter Nordhaug. Alla luce dei positivi risultati ottenuti durante l'anno, riceve la prima convocazione in Nazionale Elite per i campionati del mondo in programma a Valkenburg, partecipando come atleta più giovane del gruppo al via.
Indossando la maglia della nuova Cannondale (compagine italo-americana nata dalle ceneri della Liquigas), nel 2013 Moser aiuta dapprima il compagno Peter Sagan a vincere il Gran Premio Città di Camaiore; due settimane dopo, grazie ad un'azione in solitaria nel finale, conquista quindi la Strade Bianche, diventando il primo ciclista italiano a trionfare nella corsa senese. Il 1º maggio si classifica quindi secondo nel Gran Premio di Francoforte, di cui era detentore, preceduto dallo sloveno Simon Špilak. Nella diciottesima tappa del successivo Tour de France, quello con l'arrivo in cima all'Alpe d'Huez, ottiene un terzo posto dietro al francese Christophe Riblon e allo statunitense Tejay van Garderen. In seguito è settimo nella Clásica San Sebastián vinta da Tony Gallopin. La stagione però viene bruscamente interrotta da un misterioso malanno.
Nel 2014, sempre in maglia Cannondale, Moser non inizia nel migliore dei modi: non in buone condizioni, è autore di poche prestazioni importanti e di un Giro d'Italia corso nell'anonimato. In chiusura di stagione si classifica ottavo alla Japan Cup. Per l'annata 2015 viene quindi confermato nel nuovo Team Cannondale-Garmin, nato dalla fusione tra Cannondale e Garmin-Sharp.

### 2015-2016: Cannondale-Garmin/Drapac
Nel 2015 si classifica secondo ai campionati nazionali a cronometro e vince in volata la tappa di Bregenz al Giro d'Austria, tornando al successo dopo più di due anni; in stagione corre anche la Vuelta a España concludendola e piazzandosi terzo nella sedicesima frazione.
L'anno dopo si classifica terzo al Gran Premio Miguel Indurain e conclude per due volte sul podio, terzo ad Arezzo e secondo a Pinerolo, in tappe del Giro d'Italia. Grazie alla buona condizione mostrata anche alla Vuelta a España, viene convocato dal ct della Nazionale Davide Cassani per i campionati europei di Plumelec, sia per la prova a cronometro che per quella in linea. Si classifica terzo a 39" da Jonathan Castroviejo nella prova contro il tempo, disputata sulla distanza di 45,5 km. Nella prova in linea, con arrivo sullo strappo di Plumelec, va in fuga da solo a 13 km dal traguardo arrivando a guadagnare una trentina di secondi sul gruppo. L'inseguimento del gruppo, nel finale, fa sì che all'imbocco dell'ultima salitella il suo vantaggio sia solo di una decina di secondi. A 1200 metri dal traguardo viene prima superato dal compagno Davide Villella e poi dal gruppo dei migliori. Conclude la gara in quarantunesima posizione a 1'55" dal vincitore Peter Sagan. Per il 2017 si trasferisce al team kazako Astana.

### 2017-2018: Astana
Dopo un 2017 tribolato, anche a causa della mononucleosi, in cui non ottiene né vittorie né piazzamenti significativi, torna al successo nel 2018 imponendosi per distacco al Trofeo Laigueglia. Nel prosieguo di stagione è attivo solo in gare di minor rilievo, non venendo convocato per i Grandi giri. A fine 2018 lascia l'Astana per accasarsi alla Nippo-Vini Fantini-Faizanè, formazione Professional Continental diretta da Francesco Pelosi.
Il 13 maggio 2019 ha annunciato il ritiro dalle corse professionistiche.

## Palmarès
- 2008 (Juniores)

2ª tappa Tour du Pays de Vaud (Cossonay > Cossonay)
Classifica generale Tour du Pays de Vaud
2ª tappa Giro della Lunigiana (Ceparana > Bolano)
- 2010 (Lucchini-Maniva Ski, due vittorie)

Gran Premio Somma - Trofeo Giovanni Oldrini
Gran Premio Città di Felino
- 2011 (Lucchini-Maniva Ski, otto vittorie)

Gran Premio Santa Rita
Trofeo Città di Castelfidardo
1ª tappa Girobio (Civitella del Tronto > Martinsicuro)
8ª tappa Girobio (Bassano del Grappa > Gallio)
Trofeo l'Eco del Chisone - Giro Ciclistico del Pinerolese
Giro del Medio Brenta
Trofeo Bruno e Carla Caldirola - Viguzzolo
Trofeo Gianfranco Bianchin - Paderno di Ponzano Veneto
- 2012 (Liquigas-Cannondale, cinque vittorie)

Trofeo Laigueglia
Rund um den Finanzplatz Eschborn-Frankfurt
1ª tappa Tour de Pologne (Karpacz > Jelenia Góra)
6ª tappa Tour de Pologne (Bukovina Terma Hotel Spa > Bukowina Tatrzańska)
Classifica generale Tour de Pologne
- 2013 (Cannondale Pro Cycling, una vittoria)

Strade Bianche
- 2015 (Team Cannondale-Garmin, una vittoria)

8ª tappa Österreich-Rundfahrt (Innsbruck > Bregenz)
- 2018 (Astana Pro Team, una vittoria)

Trofeo Laigueglia

## Piazzamenti

### Grandi Giri
- Giro d'Italia

2014: 120º
2016: 41º
- Tour de France

2013: 94º
- Vuelta a España

2015: 72º
2016: 72º

### Classiche monumento
- Milano-Sanremo

2013: 45º
2015: 137º
2016: 102º
- Liegi-Bastogne-Liegi

2012: 60º
2013: 124º
- Giro di Lombardia

2012: ritirato
2014: ritirato
2016: ritirato

### Competizioni mondiali
- Campionati del mondo

Melbourne 2010 - In linea Under-23: 85º
Limburgo 2012 - In linea Elite: 74º
Richmond 2015 - Cronometro Elite: 10º

### Competizioni europee
- Campionati europei

Plumelec 2016 - Cronometro Elite: 3º
Plumelec 2016 - In linea Elite: 41º
Glasgow 2018 - Cronometro Elite: 24º

## Riconoscimenti
- Premio Coraggio e Avanti del Centro Spirituale del Ciclismo nel 2012[10]
- Memorial Gastone Nencini nel 2012